# Étang d'Arnex
L'Étang d'Arnex est un étang sur le territoire d'Arnex-sur-Orbe dans le canton de Vaud.